# Soumrak mrtvých
Soumrak mrtvých je britsko-francouzský filmový horor podobný americkému filmu Úsvit mrtvých. V hlavních rolích vystupují Simon Pegg, Nick Frost a Kate Ashfieldová. Soumrak mrtvých je na rozdíl od většiny hororů zábavný, místy i vtipný. Film byl magazínem Skylink označen za 8. nejlepší horor všech dob, magazín Time ho zařadil mezi svých Top25 hororů a George A. Romero dokonce Soumrak mrtvých označil za svůj nejoblíbenější zombie film.[zdroj?]

## Příběh
Shaun je hospodský povaleč, co se jen hádá a pije. Zajde to tak daleko, že ho nechá jeho přítelkyně Liz a on se rozhodne svůj život od základu změnit. Do toho se ale probudí mrtví a on musí prchnout se svým věrným kamarádem Edem, svou matkou, Liz a dalšími lidmi do Winchesterské hospody, kde se mohou zombiím ubránit. Jenže nastanou problémy s tím, že se v ně změní skoro všichni, co Shaun zná, dokonce i jeho matka. Ukryjí se v hospodě, odkud ale není úniku. Zombie se dostanou dovnitř a zabijí všechny kromě Eda, Shauna a Liz. Ed je smrtelně zraněn, ale bojuje až do smrti. Shaun s Liz utečou z hospody a tam je zachrání vojáci. Shaun a Liz se vezmou a Shaun se sebou domů vezme i Eda, ze kterého se stal zombík. Ostatní přeživší zombie jsou zajaty a využity na práci nebo jiné prospěšné činnosti.

## Obsazení
| Simon Pegg    | Shaun  |
| Kate Ashfield | Liz    |
| Nick Frost    | Ed     |
| Lucy Davis    | Dianne |
| Dylan Moran   | David  |

## Použitá hudba
1. "Figment"
2. "The Blue Wrath" - I Monster
3. "Mister Mental" - Eighties Matchbox B-Line Disaster
4. "Meltdown" - Ash
5. "Don't Stop Me Now" - Queen
6. "White Lines (Don't Do It)" - Grandmaster Flash, Melle Mel y The Furious Five
7. "Hip Hop, Be Bop (Don't Stop)" - Man Parrish
8. "Zombie Creeping Flesh"
9. "Goblin Zombi" / "Kernkraft 400 (Osymyso Mix)" - Zombie Nation
10. "Fizzy Legs"
11. "Soft" - Lemon Jelly
12. "Death Bivouac"
13. "The Gonk (Kid Koala Remix)" - The Noveltones
14. "Envy the Dead"
15. "Ghost Town" - The Specials
16. "Blood in Three Flavours"
17. "Panic" - The Smiths
18. "Everybody's Happy Nowadays" - Ash y Chris MartinNota 1
19. "You're My Best Friend" - Queen
20. "You've Got Red on You / Shaun of the Dead Suite"
21. "Normality"
22. "Fundead"